# مونیکل ماتوس
مونیکل ماتوس (انگلیسی: Monica Mattos؛ زاده ۶ نوامبر ۱۹۸۳) یک بازیگر پورنوگرافی اهل برزیل است.